# Фирлей, Николай (воевода люблинский)
Никола́й Фирле́й (ок. 1531 — 5 сентября 1588) — польский дворянин герба Леварт, каштелян вислицкий (1569) и равский (1577), воевода любельский (1588), староста каменецкий.

## Биография
Представитель польского магнатского рода Фирлеев герба «Леварт». Второй сын воеводы любельского и русского Пётра Фирлея из Домбровицы (ум. 1553) и Катажины Тенчинской. Братья — Ян и Анджей.
Был каштеляном вислицким и равским, старостой каменецким. В 1588 году занимал должность воеводы люблинского.
Отличался учёностью и был известен как оратор; лат. alter Cicero — выражается о нём один писатель. Принимал участие в многочисленных посольствах. Стремился к поднятию ремёсел в своих люблинских поместьях и в самом Люблине, для чего выписывал опытных мастеров из-за границы.
Сочувствуя диссидентскому движению и имея довольно много протестантов среди выписанных им из-за границы мастеров, он основал в Любартове протестантскую церковь и школу. Слава этой школы быстро распространилась и привлекала туда даже молодых католиков из Краковской академии. Любартов и другие близлежащие имения Фирлея сделались вскоре центром протестантизма и культуры. После смерти брата своего Яна принял на себя руководство партией диссидентов.
Женат на Анне Сежховской, имел 4 дочери.